# Georg Buckendahl
Georg Buckendahl (* 19. Februar 1899 in Bremen; † 21. Dezember 1958 in Bremen) war ein Bremer Politiker und Mitglied der Bremischen Bürgerschaft  (SPD). Er war Widerstandskämpfer gegen die Nationalsozialisten und 1936 deren Opfer.  

## Biografie
Buckendahl war in den 1920er und 1930er Jahren sowie von 1945 bis um 1946 Mitglied der KPD. In den 1920er Jahren war er im Roten Frontkämpferbund (RGF) in Bremen als Vorstand und zudem Jungsturm-Vorsitzender sehr aktiv. Er galt in der KPD als Vertreter des „rechten Flügels“, beugte sich bei Beschlüssen der KPD aus Gründen der Parteidisziplin. Er war nach 1933 in der illegalen KPD tätig und wurde deshalb 1936 von den Nationalsozialisten zu einer hohen Zuchthausstrafe verurteilt. 
Er war im Mai 1945 zusammen mit Adolf Ehlers und Hermann Wolters Gründungsmitglied der Kampfgemeinschaft gegen den Faschismus (KGF) und zusammen mit Wolters für die KPD im Vorstand der KGF. Er wirkte 1945/46 als zweiter hauptamtlicher Sekretär für die KPD für Bremen und Nordwestdeutschland. Wie Wolters trat er in die SPD ein und war dann als Parteisekretär der SPD in Bremen tätig.
Buckendahl war für die SPD von 1951 bis 1958 in der 3. bis 4. Wahlperiode sieben Jahre lang Mitglied der Bremischen Bürgerschaft. Er war zeitweise Mitglied im Vorstand der SPD-Bürgerschaftsfraktion. Er war in der Bürgerschaft in verschiedenen Deputationen tätig. Als er verstarb, rückte Werner Schriever (SPD) für ihn nach.